# Oostburg (Wisconsin)
Oostburg és una població dels Estats Units a l'estat de Wisconsin. Segons el cens del 2000 tenia 2.660 habitants.

## Demografia
Segons el cens del 2000, Oostburg tenia 2.660 habitants, 980 habitatges, i 761 famílies. La densitat de població era de 546,3 habitants per km².
Dels 980 habitatges en un 38,3% hi vivien nens de menys de 18 anys, en un 71,4% hi vivien parelles casades, en un 4,8% dones solteres, i en un 22,3% no eren unitats familiars. En el 20% dels habitatges hi vivien persones soles el 10,5% de les quals corresponia a persones de 65 anys o més que vivien soles. El nombre mitjà de persones vivint en cada habitatge era de 2,71 i el nombre mitjà de persones que vivien en cada família era de 3,14.
Per edats la població es repartia de la següent manera: un 29,6% tenia menys de 18 anys, un 7,3% entre 18 i 24, un 29,9% entre 25 i 44, un 18,1% de 45 a 60 i un 15,2% 65 anys o més.
L'edat mediana era de 34 anys. Per cada 100 dones de 18 o més anys hi havia 95,3 homes.
La renda mediana per habitatge era de 47.469 $ i la renda mediana per família de 58.654 $. Els homes tenien una renda mediana de 40.975 $ mentre que les dones 25.478 $. La renda per capita de la població era de 19.958 $. Cap de les famílies i el 0,8% de la població estaven per davall del llindar de pobresa.

## Poblacions més properes
El següent diagrama mostra les poblacions més properes.